# Đường tỉnh 329
Đường tỉnh 329 hay tỉnh lộ 329, viết tắt ĐT329 hay TL329, là đường tỉnh ở huyện Ba Chẽ và thành phố Cẩm Phả, tỉnh Quảng Ninh, Việt Nam.
Đường tỉnh 329 bắt đầu từ ngã ba Mông Dương trên quốc lộ 18C ở xã Mông Dương, Cẩm Phả.
Đường đi hướng nam rồi tây nam, tới điểm cuối là thị trấn Ba Chẽ, nối qua cầu Ba Chẽ  tới Đường tỉnh 330.